# Église Saint-Estève de Guils de Cerdanya
L'église Saint-Estève (en catalan : Sant Esteve) est une église romane située à Guils de Cerdanya, commune espagnole de la comarque (région) de Basse-Cerdagne en Catalogne. 

## Historique
La paroisse de Guils de Cerdanya est mentionnée pour la première fois dans l'« Acte de Consécration de la Cathédrale de la Seu d'Urgell » au Xe siècle.
Un premier édifice fut construit en 1042 par l'évêque d'Urgell mais l'église romane actuelle date du XIIe siècle.

## Architecture
L'église, édifiée en pierre de taille, se compose d'une nef unique, d'un chevet semi-circulaire et d'un clocher-mur.

### Chevet
L'église possède un beau chevet composé d'une abside semi-circulaire édifiée en pierre de taille assemblée en grand appareil irrégulier et couverte de lauzes.
Cette abside est surmontée d'une très belle frise de dents d'engrenage qui rappelle celles de Saint-Martin d'Hix, de Saint-Julien d'Estavar et de Saint-Fructueux de Llo mais en moins bien conservé. Cette frise, surmontée d'une corniche biseautée, est supportée par des modillons sculptés représentant des personnages humains et des motifs géométriques.
Rythmée par de fines colonnes engagées, l'abside est percée d'une fenêtre absidiale unique à double ébrasement dont les piédroits et les claveaux présentent un décor de boules.

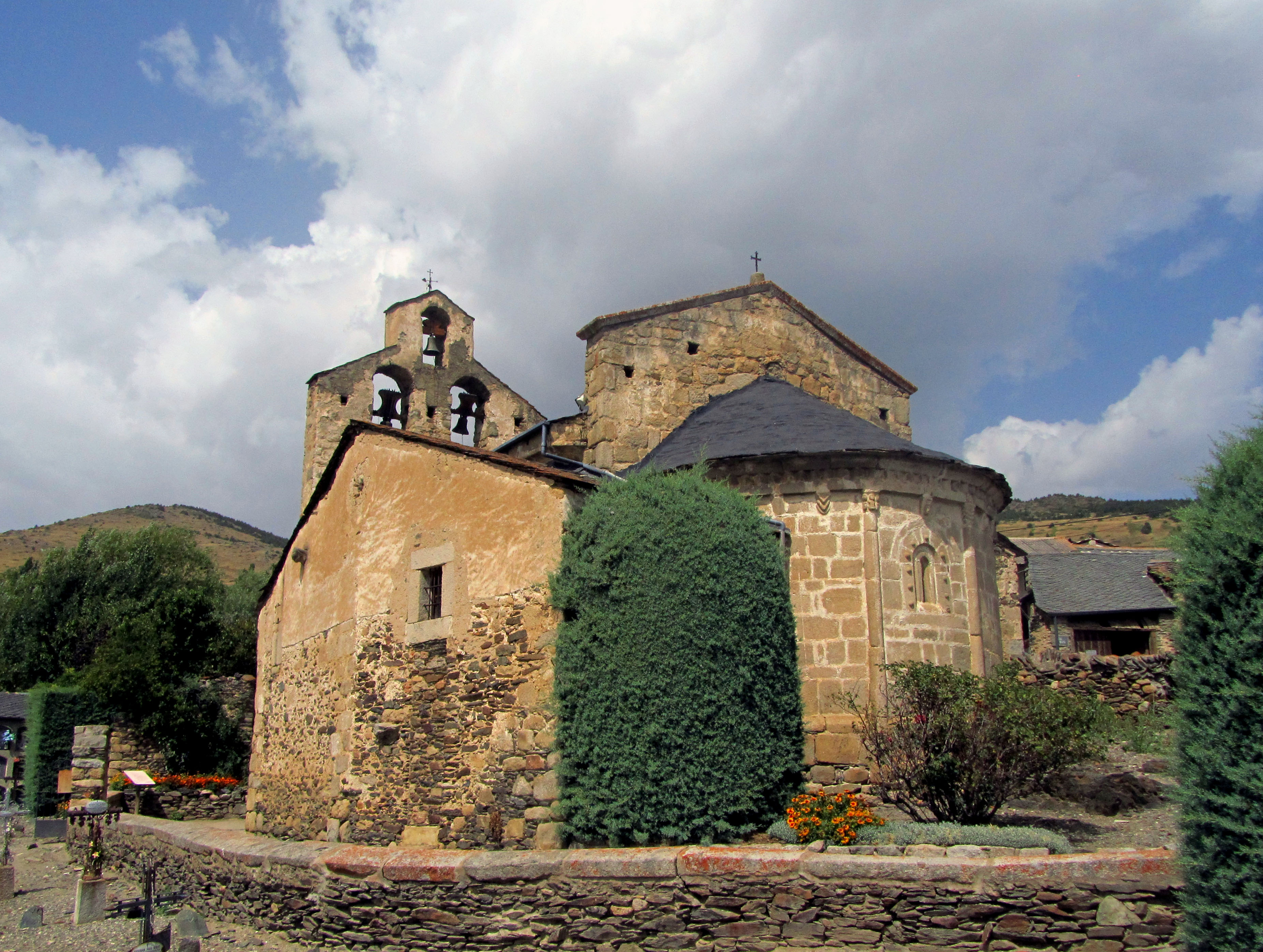
Abside

### Portail
L'élément architectural le plus intéressant de l'église est son portail méridional, un des plus beaux de Cerdagne (tant française qu'espagnole) avec ceux de Llo, Vià, All, Saga et Olopte.
Ce portail est encadré de trois paires de colonnes surmontées de chapiteaux sculptés de motifs zoomorphes. Ce portail est surmonté d'une archivolte à quatre voussures. L'archivolte est ornée de trois arcs toriques (boudins). L'arc torique externe est orné de boules et surmonté d'une frise en damier.

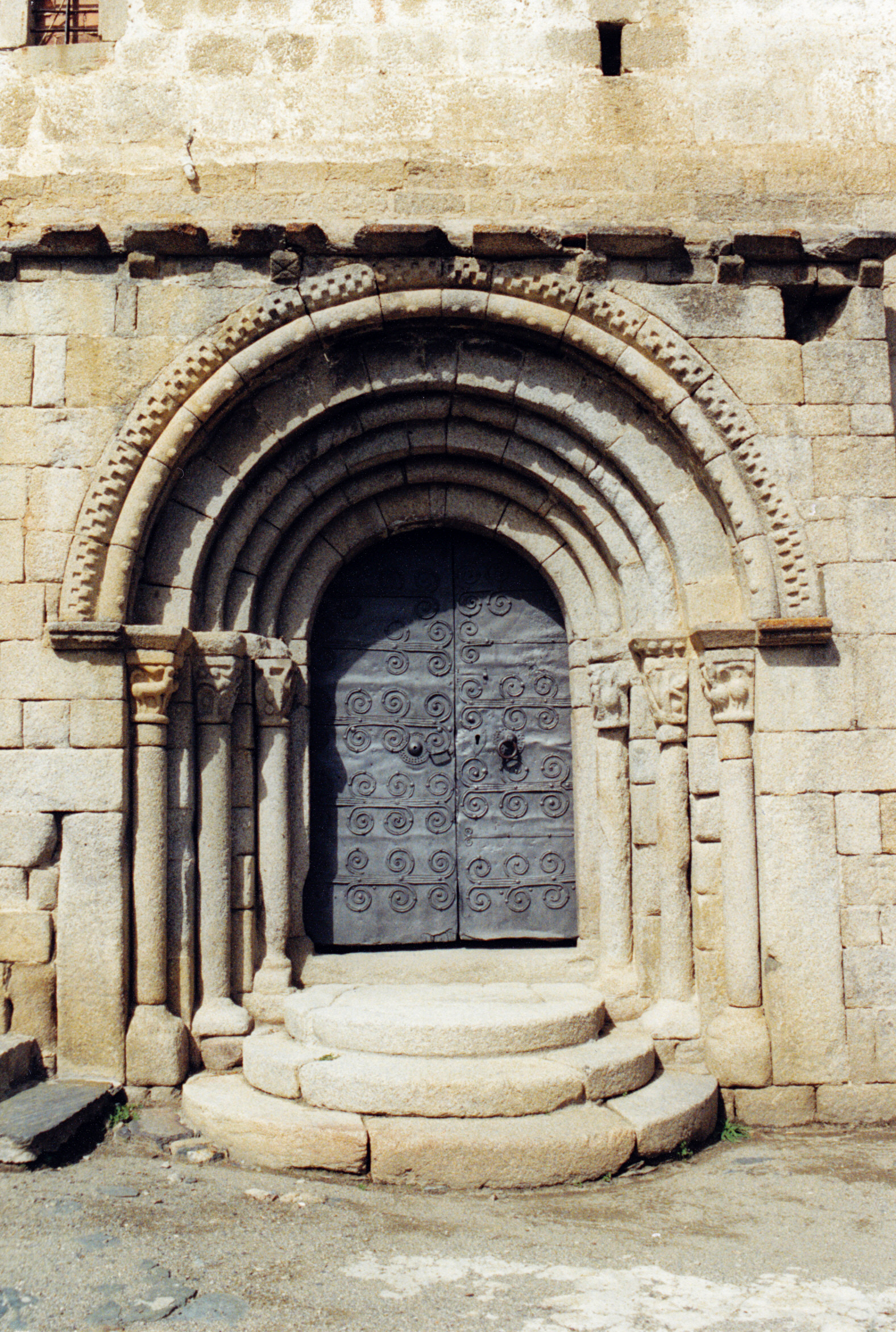
Le portail méridional
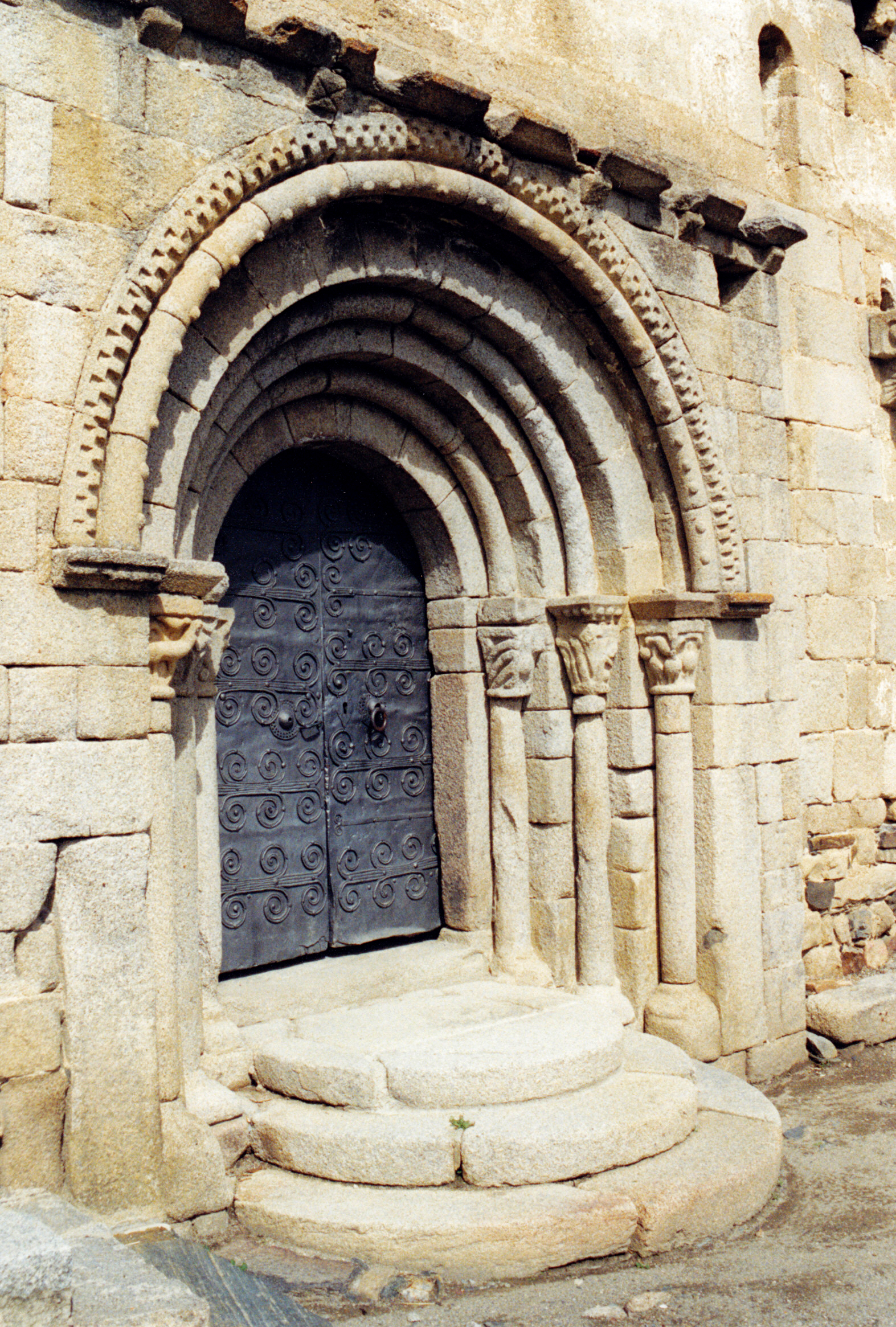
Le portail méridional
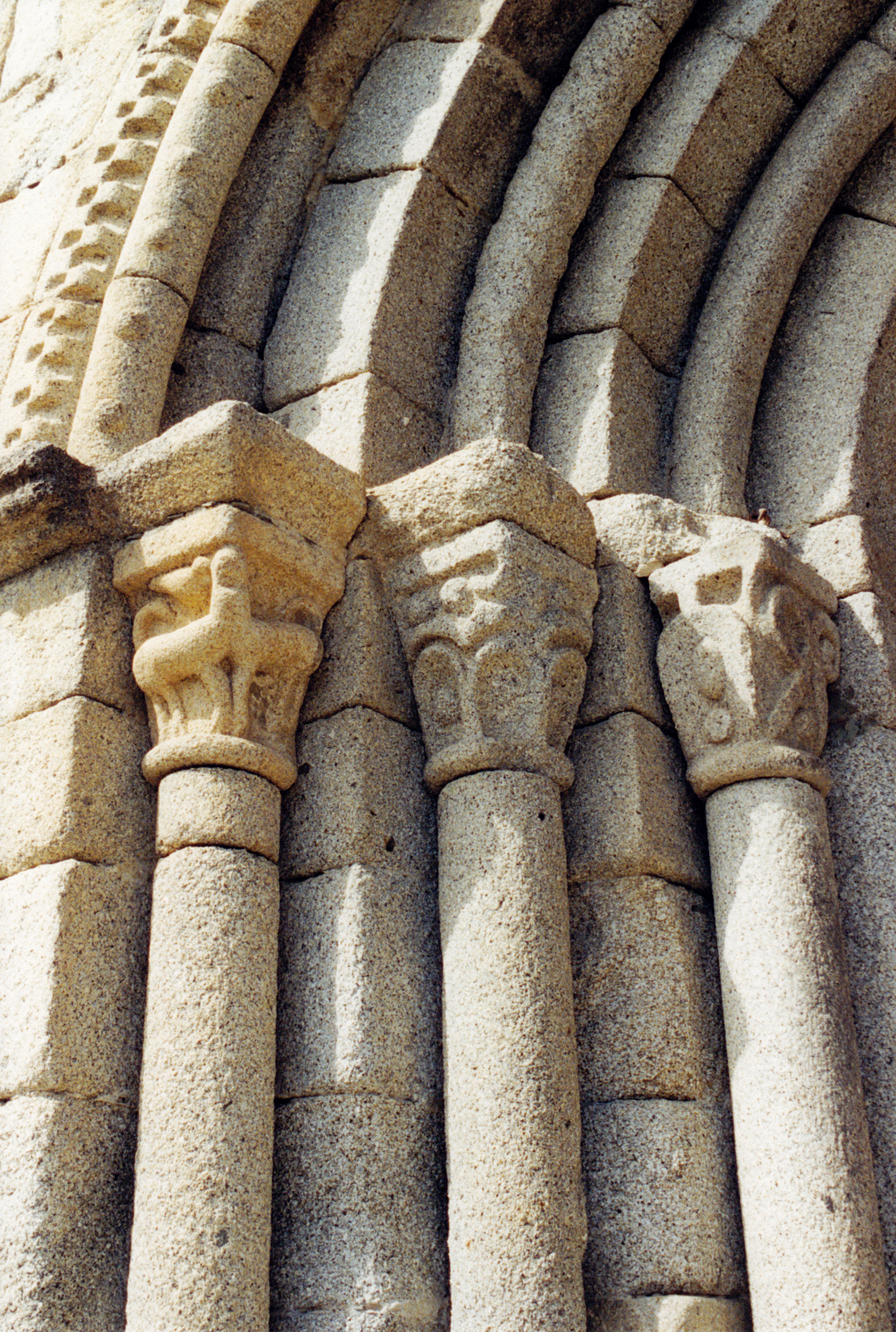
Colonnes et chapiteaux du portail

### Façade méridionale
La façade méridionale est couronnée par une corniche soutenue par des modillons sculptés. Elle présente deux corbeaux situés à hauteur du sommet de la porte, probables vestiges d'un ancien porche : le corbeau de gauche (qui n'est pas sans rappeler celui de l'église Sainte-Colombe de Vià) combine deux visages humains superposés.

### Façade occidentale
La façade occidentale est surmontée d'un clocher-mur à trois baies semblable à celui de Saint-Fructueux de Llo, de Saint-Romain de Caldegas et de Notre-Dame-de-Belloch.